# Ikapoté Fono
Pour les articles homonymes, voir Fono (homonymie).
Pas d'image ? Cliquez ici

a Compétitions nationales et continentales officielles uniquement.

Dernière mise à jour le 19 juin 2023.
Uamano Ikapote Fono, né le 9 novembre 1985, est un joueur tongien de rugby à XV évoluant au poste de deuxième ligne et de troisième ligne centre. Ses frères Ueleni et Siaosi Fono jouent également au poste de troisième ligne ; il est le cousin de Jonah Lomu.

## Biographie
Ikapote Fono débute le rugby à l'âge de 17 ans. En 2006, il rejoint son frère Ueleni au centre de formation du Stade aurillacois, où il signe son premier contrat professionnel en 2008. Après des passages à Oyonnax et Tarbes, il retrouve son frère au Biarritz olympique de 2014 à 2016.
Ikapote Fono s'est engagé en 2016, avec le SA XV Charente où il rejoint son compatriote Leo Halavatau,.
En 2019, il rejoint le CS Villefranche-sur-Saône en Fédérale 1, entraîné par Laurent Pakihivatau, où il retrouve son compatriote l'ancien centre du LOU Hemani Paea.
En 2021, il suit Hemani Paea au Club athlétique sarladais en Fédérale 2 puis s'engage au CO Le Puy une saison plus tard.

## Carrière internationale
En 2012, il est pré-sélectionné dans la liste des 35 joueurs tongiens pour les tests de novembre et dispute deux rencontres contre les Etats-Unis et Newcastle.